# Hochwand
Die Hochwand, auch Hohe Wand oder Totenwand, ist ein 2719 m ü. A., nach anderen Angaben 2721 m hoher Berg im Mieminger Gebirge in Tirol, Österreich.

## Lage und Umgebung
Die Hochwand liegt im östlichen Abschnitt der Mieminger Kette nördlich von Telfs im Inntal. Die Südflanke des Berges oberhalb des Alpltals ist von Schrofengelände, in tieferen Regionen auch von Latschengürteln und Schutthalden geprägt, durchbrochen von einem senkrechten Felsabbruch („Tote Wand“). Im Südwesten wird die Hochwand durch die 2317 m hohe Alplscharte vom Hochplattig, dem mit 2768 m höchsten Gipfel des Mieminger Gebirges, getrennt. Im Nordwesten liegt das Schwarbachkar, im Norden und Nordosten fällt die Hochwand mit bis zu 1000 Meter hohen Felswänden steil zum Gaistal hin ab, an deren Fuß sich ganzjährig Firnfelder halten können. Nach Südosten verläuft ein Grat über den 2469 m hohen Karkopf zum Übergang Niedere Munde (2059 m), an den sich die Hohe Munde (2662 m) anschließt.
Dem Hauptgipfel der Hochwand ist etwa 200 Meter südwestlich ein 2715 m hoher Nebengipfel (47° 21′ N, 11° 1′ O) vorgelagert, der auch das Gipfelkreuz trägt.

## Wege
Als Ausgangspunkt für eine Besteigung der Hochwand auf dem Normalweg dienen die Alplhütte (1504 m) oder das Strassberghaus (1191 m) oberhalb von Telfs. Der Anstieg führt als markierter Steig, der jedoch auch leichte Kletterei im Schwierigkeitsgrad I(UIAA) erfordert, über die Südflanke zum Südwestgipfel. Der weglose Übergang zum Hauptgipfel weist ebenfalls den Schwierigkeitsgrad I auf, der Fels ist hier ebenso wie am Normalweg sehr brüchig. Die Erstbesteigung gelang Hermann von Barth am 9. August 1873.
Vom Karkopf bzw. von der Niederen Munde aus kann die Hochwand über den Südostgrat (II) bestiegen werden. Der Südwestgrat von der Alplscharte  ist mit einer Schwierigkeit von III anspruchsvoller, ebenso verschiedene Routen durch die West- und Nordwestwand, die als äußerst brüchig gelten. Bedeutendere Kletterrouten führen aus dem Gaistal durch den festeren Fels der Nordwand, so der Nordwestgrat (IV), die Nordwand durch das Schnöllkar (V), der Nordostgrat (IV) oder die Nordwand zum Nordostgrat (IV).
Weitere Kletterrouten verlaufen durch die Tote Wand an der Südflanke, so etwa die Südwand (VI A1) und die Südwandverschneidung (V).

## Geologie
Die Hochwand wird wie ihre Nachbarberge von Wettersteinkalk, einem Gestein der Trias, aufgebaut. Dieser bildet auch große Anteile der Brekzien, die die Südflanke bedecken. Darunter liegen Gesteine der Raibler Schichten, noch tiefer ist Hauptdolomit zu finden.
Dem Geologen und Alpinisten Otto Ampferer gelang im Zuge seiner geologischen Studien an der Hochwand am 25. September 1897 die Erstbegehung des Südwestgrates.
Am 23. März 2012 kam es an der Südseite der Hochwand zum größten Felssturz in Tirol seit mehreren Jahrzehnten. Die Gesteinsmassen drangen über zwei Kilometer ins Alpltal vor und zerstörten das Kleinkraftwerk der Alplhütte.

## Weblinks

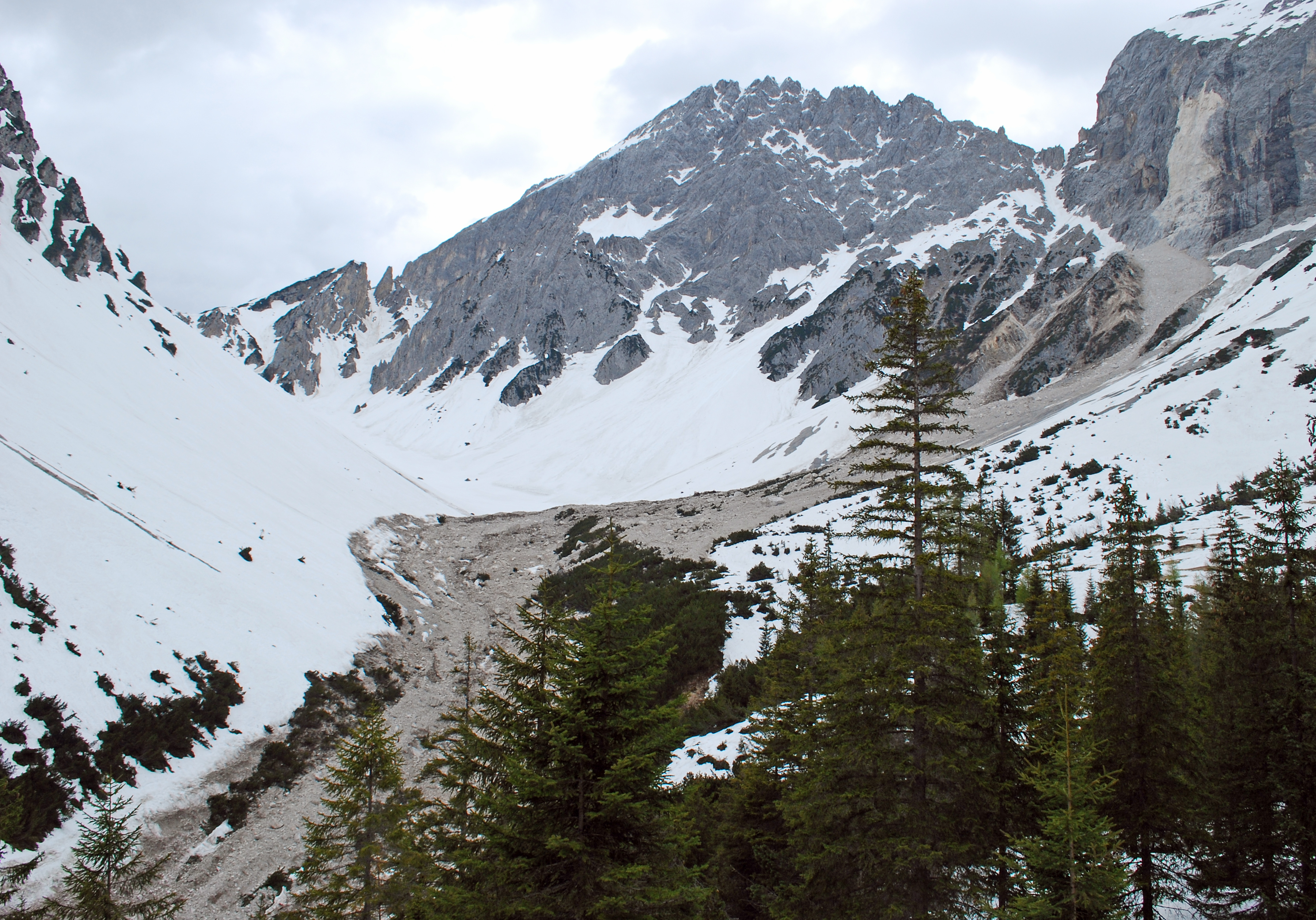
Felssturz aus der Totenwand 2012